# Cobayas de Ravensbrück

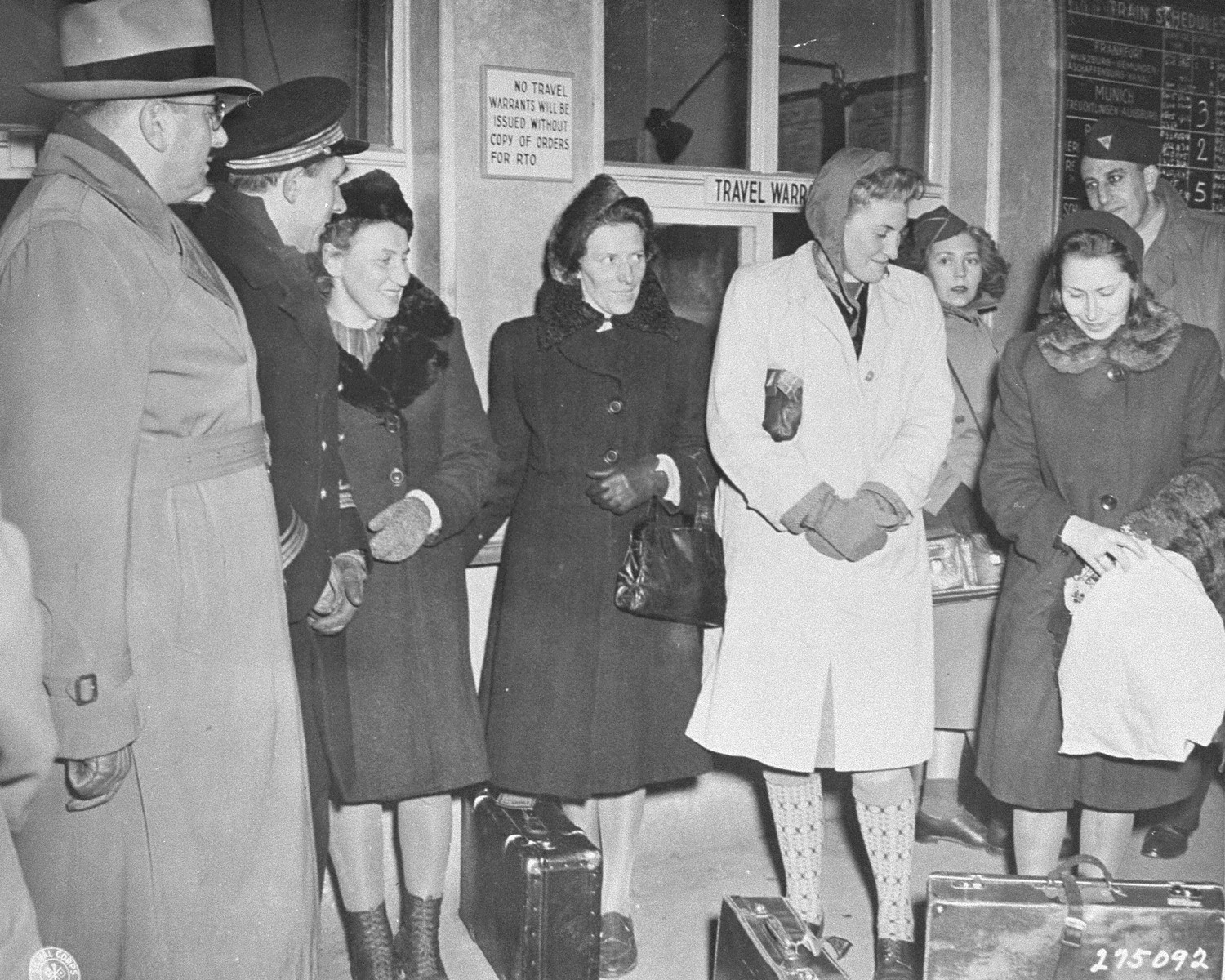
Jadwiga Dzido, Maria Broel-Plater, Maria Kusmierczuk y Wladislava Karolewska, Conejos de Ravensbrück en el proceso de los médicos de 1946-1947.

Las Cobayas de Ravensbrück, o Kaninchen en alemán, fueron un grupo de en torno a 74 mujeres jóvenes, en su mayoría estudiantes polacas o estudiantes de secundaria de Lublin, que fueron víctimas de experimentos médicos nazis durante la Segunda Guerra Mundial en el campo de concentración de Ravensbrück.
De ellas, 63 sobrevivieron y dos testificaron después de la guerra durante el Juicio de los Doctores de Núremberg en 1946. Hicieron campaña durante años, con la ayuda de la Asociación Nacional de Antiguos Deportados e Internados de la Resistencia (ADIR) y Caroline Ferriday, para obtener reparación por parte del Estado alemán después de la guerra.
Karl Gerbhardt fue el responsable directo de la mayoría de estos experimentos quirúrgicos con prisioneras en Ravensbrück. Bajo su mando trabajaron los doctores Fritz Fischer y Herta Oberheuser. Fueron juzgados entre 1946 y 1947 durante el Juicio de los Doctores, el segundo gran Proceso de Núremberg.

## Datos históricos

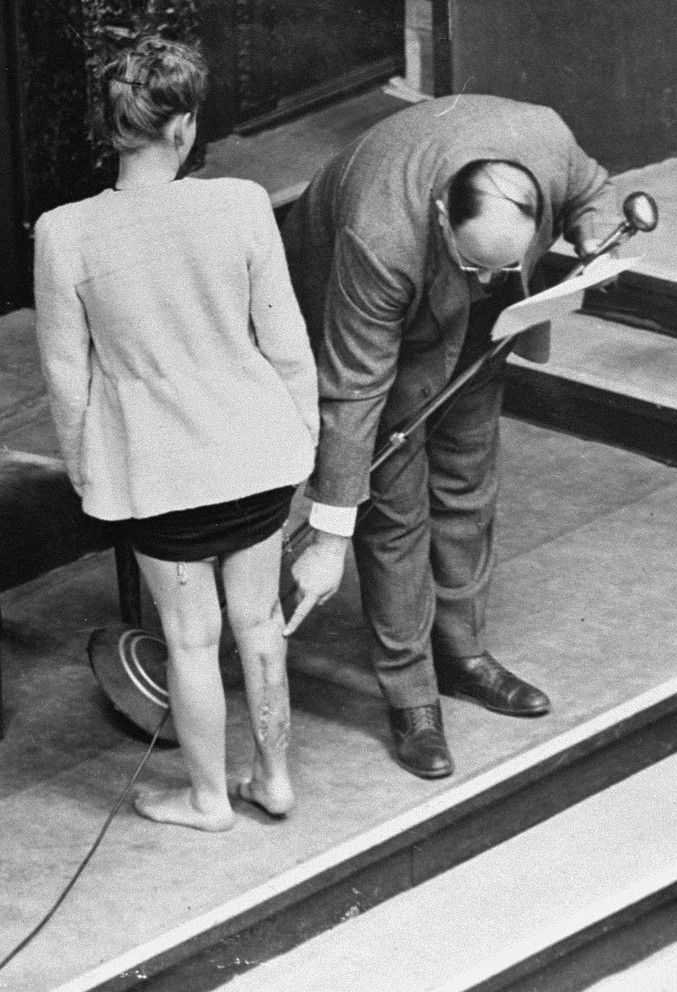
Jadwiga Dzido muestra las cicatrices en su pierna durante el Juicio de los Doctores. La segunda persona es Leo Alexander. Las secuelas eran el resultado de las operaciones realizadas por Herta Oberheuser y Fritz Fischer el 22 de noviembre de 1946.

En agosto de 1942 comenzaron las primeras operaciones en Ravensbrück en el marco de experimentos pseudomédicos.
Las mujeres que fueron víctimas de estos experimentos se hacían llamar Króliki (conejas, en idioma polaco), en referencia a los conejos que se utilizaban para experimentos de laboratorio. Su número se estima en setenta y cuatro, según una lista de nombres que lograron recopilar y que se encontró en 1975.
Germaine Tillion cuenta que se enteró de la vivisección que se practicaba en Ravensbrück a su llegada al campo, mientras estaban en cuarentena, como todas sus compañeras “NN” ( Decreto Nacht und Nebel). Las Conejas estaban alojadas allí, al igual que las NN del bloque 32.
Las Conejas eran en su mayoría estudiantes polacas de la Universidad de Lublin. El cirujano que realizó las operaciones fue el profesor Karl Gerbhardt, director del Hospital Hohenlychen desde 1933 y especialista en el tratamiento de lesiones deportivas. Durante la guerra, los hospitales de Hohenlychen se convirtieron en hospitales para las Waffen-SS.

### Experimentos realizados
Los experimentos tenían como objetivo simular heridas de combate, para determinar la mejor manera de tratarlas. Los médicos nazis seleccionaban personas sanas y las operaban para causarles lesiones similares a las que sufrían los soldados. Esto resultaba en fracturas de huesos de las piernas, desgarros de músculos y nervios, extracción de huesos e incluso amputación de extremidades enteras. Luego, las heridas se infectaban recubriéndolas con cultivos bacterianos, como cepas de miembros gangrenados, que se sabía que eran los más eficaces para propagar infecciones rápidamente. Además de las bacterias, a veces se añadían clavos, fragmentos de vidrio y serrín.

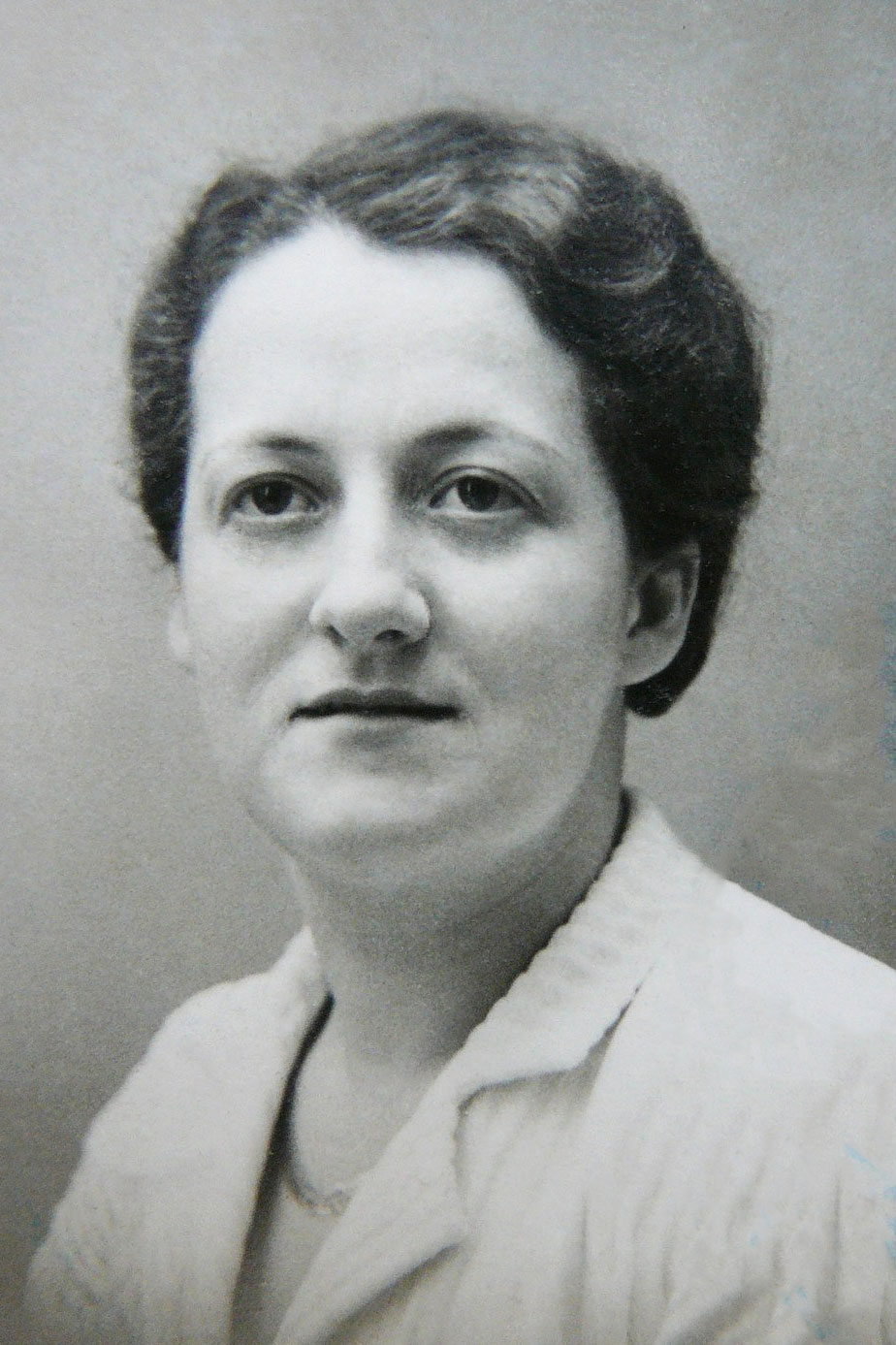
Germaine Tillion compartió durante su detención el mismo bloque (32) en Ravensbrück que las Conejas.

#### Pruebas con sulfonamidas

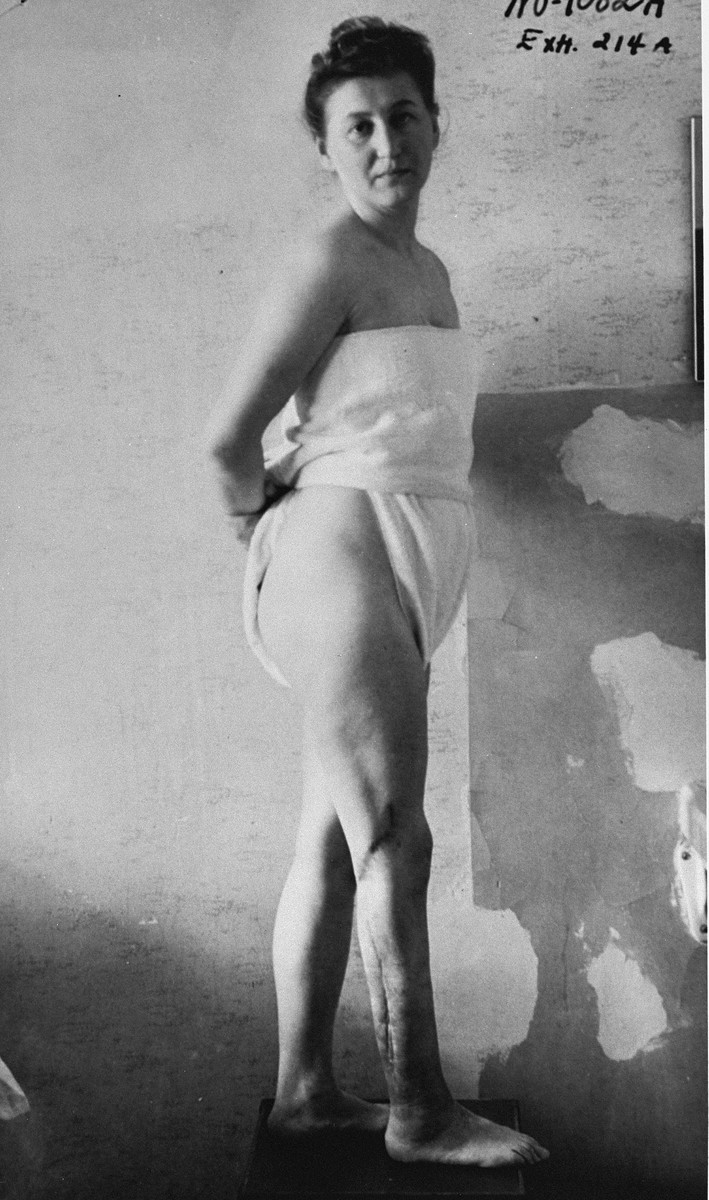
Jadwiga Dzido muestra las consecuencias de las operaciones.

Karl Gerbhardt era el responsable de la mayor parte de los experimentos quirúrgicos sobre las prisioneras de los campos de concentración, y en particular de los que se llevaron a cabo en mujeres en Ravensbrück, y Auschwitz. Destacan sus pruebas sobre las sulfonamidas. Trabajaba con la doctora Herta Oberheuser.
El que fue médico de Reinhard Heydrich, que murió de gangrena gaseosa tras un intento de asesinato en mayo de 1942, Karl Gebhardt, fue criticado por Adolf Hitler por el modo en que trató a Heydrich. Le acusaba de haber recurrido a la amputación tradicional y de no haber intentado utilizar sulfonamidas. Heinrich Himmler le ordenó realizar experimentos en sujetos sanos que él mismo le iba a proporcionar. Gebhardt fue nombrado director de "ensayos terapéuticos“ encargado de demostrar la insuficiencia del tratamiento con sulfonamidas para curar las heridas de guerra.
Los pacientes tratados con sulfonamidas o bien recibían el tratamiento adecuado o eran desatendidos. Las muertes de las víctimas no hacía más que reforzar la teoría de Gerbhardt. De las 74 victimes, 64 sobrevivieron a los experimentos y testificaron después de la guerra. Cinco murieron después de las operaciones y otras seis cuyas heridas después de la operación no sanaron fueron fusiladas.
Una de ellas, Jadwiga Dizdo, fue operada el 22 de noviembre de 1942 por la doctora Herta Oberheuser. Le inyectaron Staphylococcus aureus y bacterias pirogénicas en la pierna izquierda, mientras que le abrieron la pierna derecha y la infectaron con bacterias, tierra y trozos de vidrio para simular las heridas de campo de batalla que sufrían los soldados alemanes. Se la trataba entonces con sulfonamidas. Su recuperación fue larga y su compañera Eugenia Mikulska le salvó la vida al impedir que Oberhaüser le practicara la eutanasia para acabar con ella.

#### Cirugía ósea
Realizaban experimentos para estudiar la regeneración ósea, que consistían en mostrar los huesos quirúrgicamente y luego romper las tibias de las víctimas con un martillo. A un grupo lo dejaban tal y como estaba, permitiendo que los huesos sanasen sin yeso, mientras que a otro grupo se le colocaban injertos óseos y a un tercer grupo se le extraían fragmentos de hueso con forma cuadrada.

##### Cirugía de músculos y nervios
En este caso, las operaciones tenían como objetivo investigar la regeneración muscular y consistían en escisiones de trozos de músculo de los muslos y las pantorrillas. Las operaciones se repitían, extrayendo cada vez trozos de mayor tamaño. La Dra. Herta Oberhäuser señalaba que estas experiencias le permitieron aprender a operar.

##### Amputaciones
Una mujer ucraniana fue sometida a una cirugía para amputarle el hombro, que fue implantado en un joven que tenía un tumor en el suyo que requería por tanto ser extirpado.

### Resistencia de las conejas
En febrero de 1943, las Conejas escribieron una carta de protesta al comandante del campo señalando la ilegalidad de las operaciones médicas que se realizaban a mujeres jóvenes sanas sin su consentimiento.
«Nosotras, las presas políticas polacas abajo firmantes, queremos saber si Herr Commander sabía que en este campo se estaban llevando a cabo experimentos con mujeres perfectamente sanas, todas presas políticas. Preguntamos si nos operaron como resultado de condenas en nuestra contra porque, por lo que sabemos, el derecho internacional prohíbe las operaciones incluso en prisioneras políticas. Nosotras, las víctimas, hemos registrado por la presente una protesta oficial contra estas investigaciones.»
En marzo de 1943, las mujeres víctimas de los experimentos se opusieron a nuevas operaciones, consiguiendo que se detuvieran temporalmente los experimentos.
El 15 de agosto de 1943, Jadwiga Dzido y otras mujeres que habían sido operadas se opusieron a la requisición de diez prisioneras, porque sabían que cinco de sus compañeras habían muerto como resultado de los experimentos y otras seis habían sido ejecutadas por los guardias porque estaban demasiado enfermas. Como represalia, las diez mujeres fueron detenidas en el búnker y sometidas a cirugía forzada en condiciones antihigiénicas, mientras que el resto de mujeres fueron encerradas en su bloque sin comida durante tres días.
A medida que avanzaba la guerra, los médicos involucrados se dieron cuenta de que debían hacer desaparecer a las Conejas, para borrar todo rastro de sus fechorías. A algunas las fusilaron, pero a las demás los internos del campo las protegieron y las escondieron para que pudieran sobrevivir y testificar.

#### Fotos clandestinas[24]
En octubre de 1943, un convoy procedente de Varsovia llegó a Ravensbrück tras la represión del Levantamiento del gueto de Varsovia. Una de las mujeres del convoy que estaba en la cola de prisioneros para ser registrados tenía una cámara, que intercambió por un trozo de pan con una de las Conejas. Así, las Conejas lograron tomar fotografías de las cicatrices y de las secuelas de sus heridas en octubre de 1944.
Joanna Szydlowska fotografíó las piernas mutiladas de Barbara Pietrzyk y Maria Kusmierczuk detrás de una choza. A continuación se deshicieron de la cámara y entregaron la película a Germaine Tillion, en quien confiaban.

#### Dibujos, documentos y poemas

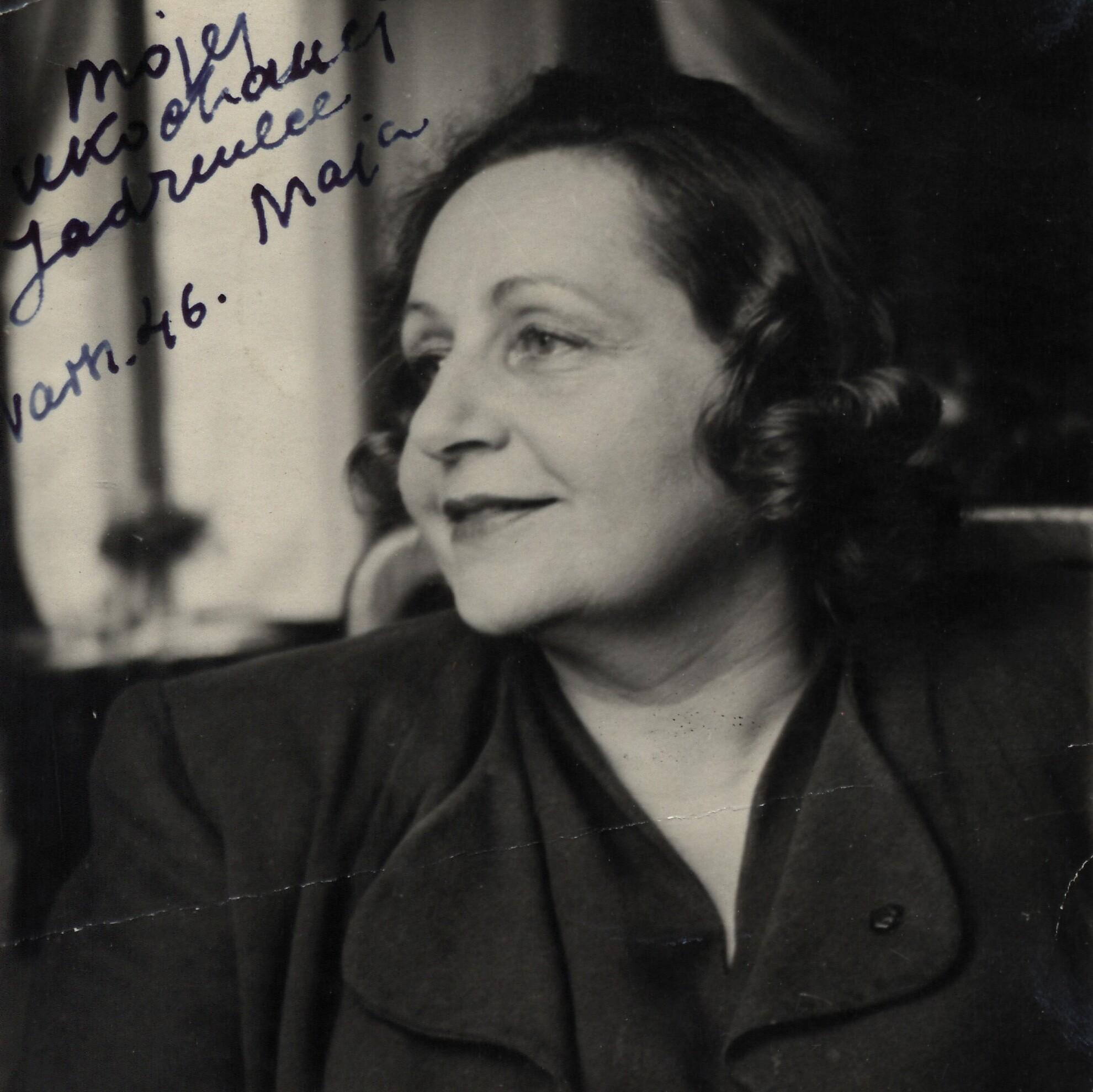
Maja Berezowska dibujaba retratos de las víctimas.

Otra forma de resistencia tomó la forma de testimonios artísticos y poemas, así como un testamento, a manos de mujeres que fueron víctimas de los experimentos.
La caricaturista y artista Maja Berezowska entregó a Stefania Zieckuka una tarjeta deseándole la pronta recuperación, fechada el 2 de septiembre de 1943. El dibujo muestra una coneja comiendo de un cuenco, con una venda en la pata herida. Las letras "KLR» que aparecen en el dibujo significan «Centro Ravensbrücken». También pintó retratos de sus compañeras encarceladas, que ellas enviaban a sus familias.
En 1975, entre Stargard y Neubrandenburg se encontró un contenedor de vidrio enterrado que contenía cartas, poemas, esculturas en miniatura y una lista de 74 victimes de los experimentos. Este contenedor se encuentra en el Museo Estatal de Auschwitz-Birkenau, en la ciudad polaca de Oświęcim.
El recipiente contiene, entre otras cosas, un dibujo de Maria Hiszpańska, una escultura en miniatura de un águila de Zofia Pociłowska, y poemas de Zofia Górska, Grażyna Chrostowska y Halina Golczowa.
 

La carta de Zofia Pociłowska del 9 de octubre de 1943 dice así:
«Volvamos o no, la historia de las mujeres polacas de Ravensbrück y la historia del campo en general, la historia verdadera y auténtica, debe salir a la luz de la forma más precisa y completa posible. No podemos permitir que nuestros enemigos intenten esconder u ocultar sus crímenes a los ojos del mundo, amparándose en la falta de pruebas. Somos conscientes de que si no salimos de aquí, habrá gente que podrá presentar el campo bajo una luz diferente, simplemente porque puede que se les oculten muchos hechos o no les interese [...]».

#### Toma de conciencia internacional de los experimentos realizados

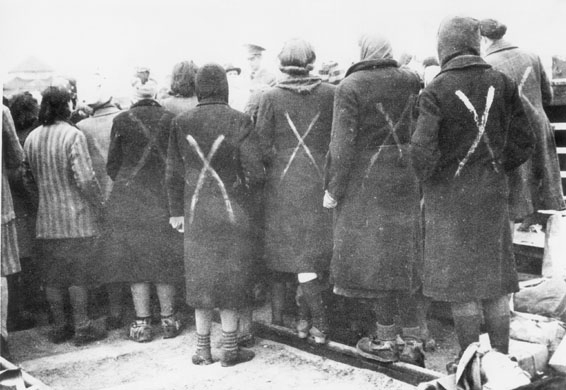
Mujeres de Ravensbrück esperando ser evacuadas por la Cruz Roja Sueca. La cruz blanca indica que eran prisioneras.

Bogumila Jasuik y Krysia Czyz, dos de las víctimas, enviaron mensajes escritos con orina en cartas a sus familias para informarles sobre los experimentos médicos. El tío de Jasuik informó al gobierno polaco en el exilio en Londres y a la Cruz Roja Internacional. Nina Iwańska escribió un informe en varias copias con tinta invisible, que incluía una lista de los nombres de las víctimas de los experimentos. El informe fue sacado clandestinamente del campo con la ayuda de la resistencia polaca y llegó al Vaticano y a la BBC.
Aka Kolodziejczyk, liberada de Ravensbrück a finales de 1943, advirtió a la BBC sobre los experimentos médicos realizados en los Kaninchen.
La embajada de Polonia envió un recordatorio el 20 de marzo de 1943 solicitando la intervención del Vaticano. El Vaticano no intervino, pero envió paquetes de alimentos. La Cruz Roja de Ginebra también envió paquetes con azúcar, frutos secos y sardinas portuguesas.
En mayo de 1944, la información enviada por Jasuik y Czyz fue transmitida por una estación de radio pirata en Buckinghamshire. El jefe del Comité Internacional de la Cruz Roja era entonces Max Huber, cercano a Karl Gerbhardt, responsable de las vivisecciones en Ravensbrück. Huber presionó al CICR en Ginebra para que no investigara estos experimentos médicos.

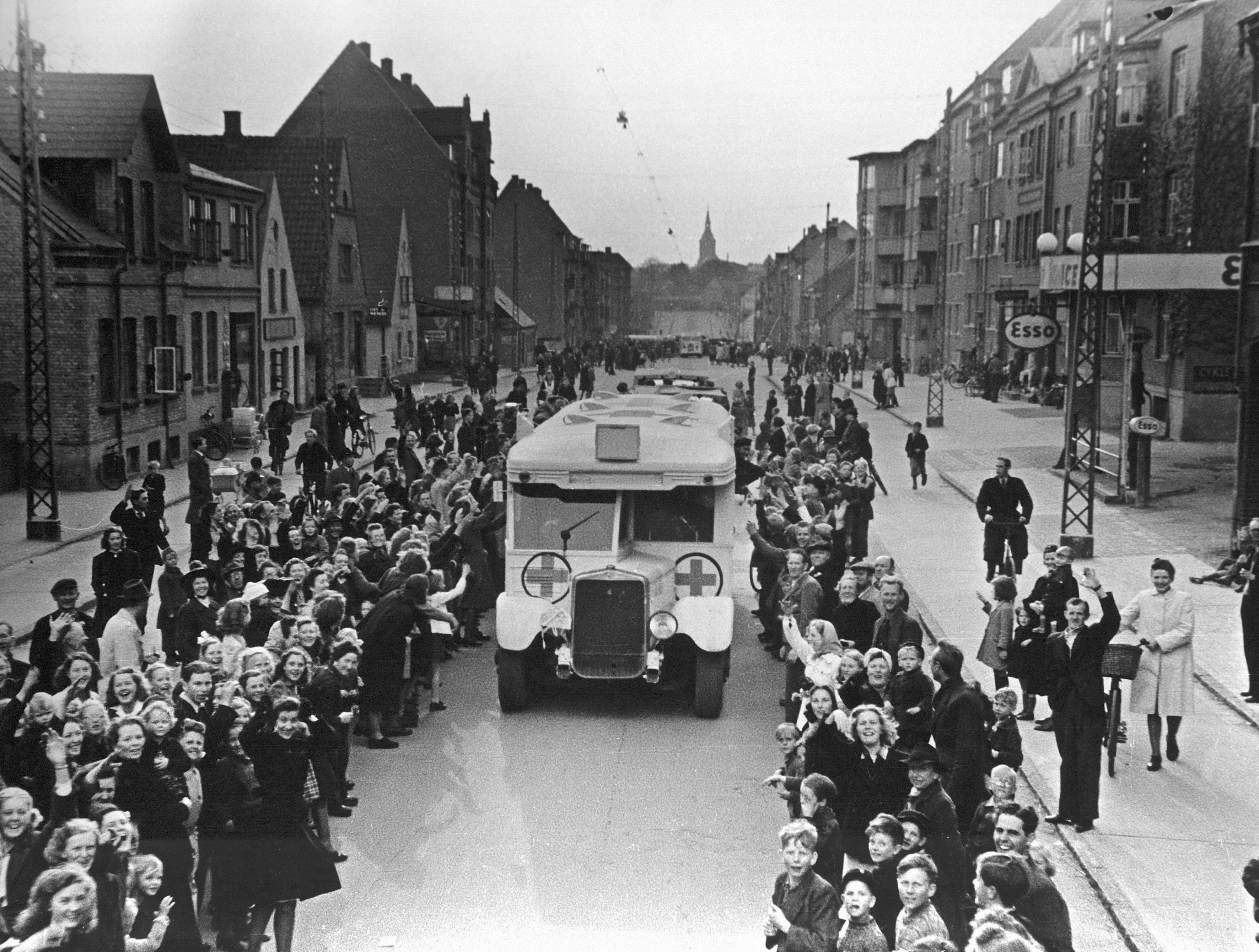
Autobuses Blancos de la Cruz Roja transportando víctimas de los campos de concentración a Odense el 17 de abril de 1945.

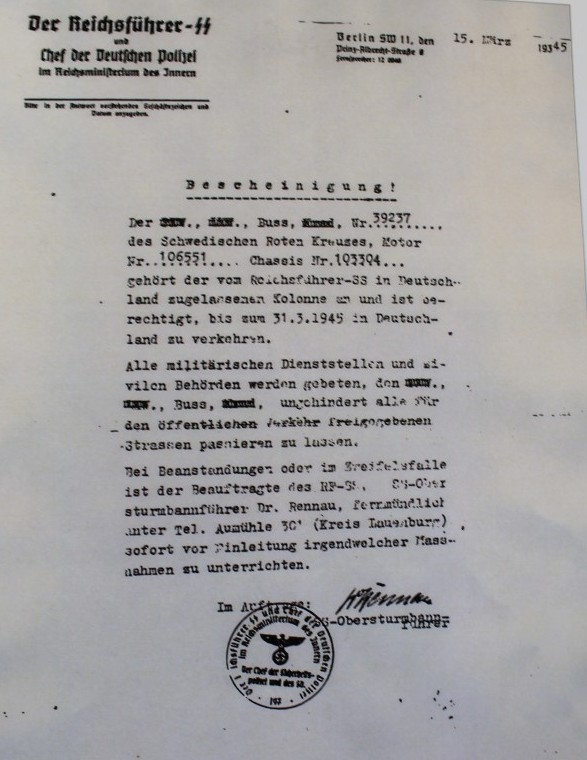
La aprobación de los autobuses blancos por parte de Himmler en 1945

El 23 de abril de 1945, la Cruz Roja Sueca logró liberar a un grupo de mujeres después de negociaciones realizadas directamente entre Folke Bernadotte y Heinrich Himmler, quien autorizó que autobuses blancos vinieran a recoger a las prisioneras. Entre ellas estaba Germaine Tillion, que consiguió traer la película fotográfica clandestina y revelarla por primera vez en París después de la guerra. Germaine Tillion envíó los negativos a las víctimas de los experimentos. Dos fotografías fueron publicadas por primera vez en el libro Ravensbrück de Wanda Kiedrzynska. Helena Rafalska (Hegier) conservó los negativos hasta que se los entregó a Anna Jarosky, la hija de Jadwiga Dzido, otro de los Lapin.

## Solicitudes de reparaciones
Tras la guerra, muchas de las víctimas aún vivían con terribles secuelas físicas y psicológicas, algunas sin poder trabajar y viviendo en una gran indigencia. Caroline Ferriday les ayudó a obtener reparaciones del gobierno alemán. Ferriday conoció a Anise Postel-Vinay, de la Asociación Nacional de Antiguos Deportados e Internados de la Resistencia (ADIR), quien la puso en contacto con dos víctimas de Ravensbrück, Nina Iwańska y Helena Piasecka. A partir de entonces se implicó activamente junto a ADIR con Anise Postel-Vinay para que estas víctimas obtuvieran reconocimiento y reparaciones por parte de Alemania.
Las reclamaciones no prosperaron porque la RFA se negó a pagar indemnizaciones a mujeres que no tenían la nacionalidad alemana. Sólo por razones humanitarias se decidió el 26 de julio de 1951 pagar una primera ayuda única, a condición de que las víctimas pudieran demostrar que estaban realmente necesitadas. El 18 de septiembre de 1953 se aprobó la ley federal sobre reparaciones, pero no cubría a las víctimas no alemanas, lo que provocó la ira en los círculos de deportados.
Konrad Adenauer comunicó la negativa de la RFA en una carta fechada el 12 de julio de 1957 a Robert Schuman.
Siguiendo el consejo de Telford Taylor, fiscal durante los juicios de Nuremberg, Farriday contrató al abogado Benjamin Ferenc en nombre de ADIR para que le ayudara a obtener reparaciones para las víctimas. Ferencz era el responsable de reunir pruebas para el juicio a los Einsatzgruppen en Núremberg. Este último se puso en contacto con la delegación alemana ante la ONU. Las solicitudes presentadas por vía diplomática no tuvieron éxito, ya que la RFA se negó a pagar indemnizaciones a mujeres que no tenían la nacionalidad alemana.
Ferriday contactó con el periodista Norman Cousins para que escribiera un artículo en el Friends Journal cuyo objetivo era crear conciencia entre los lectores estadounidenses y recaudar fondos para las sobrevivientes de los experimentos.
Se formó un comité llamado Ravensbrueck  Project para permitir que 27 de estas mujeres llegaran a los Estados Unidos para someterse a una cirugía reconstructiva. Caroline Ferriday visitó Varsovia, Polonia, en 1958 para conocer a estas mujeres y preparar su viaje. Regresó allí durante el mismo año con el doctor William Hitzig, que ya había trabajado con las "Doncellas de Hiroshima", para evaluar la atención médica necesaria.
Norman Cousins publicó un editorial el 25 de octubre de 1958, repasando este primer viaje a Polonia. Este viaje fue posible gracias al fin del macartismo en Estados Unidos y al deseo de repetir el éxito mediático de las Doncellas de Hiroshima.
Las jóvenes llegaron a Nueva York el 23 de diciembre de 1958. Su llegada a Estados Unidos fue portada del New York Times. Fueron recibidas en el Capitolio, se reunieron con senadores de la cámara baja y visitaron Estados Unidos. A su llegada, la RFA manifestó su intención de pagar otros 1000 dollars en ayuda por "coneja". Las negociaciones se prolongaron hasta que sólo las mujeres polacas (las víctimas francesas no fueron incluidas en el acuerdo) pudieron recibir una compensación. Anise Postel Vinay y Geneviève De Gaulle (presidenta de la ADIR) debían reunirse con el encargado de negocios alemán en París. Ferencz, por su parte, asistió a una reunión final con Frantz Etzel, el ministro de Finanzas, que afirmó que no era posible conforme a la Doctrina Halstein enviar sumas a Este. A esta reunión asistió Hanz Globke, un ex dignatario nazi.
En mayo de 1960, el Bundestag finalmente votó a favor de pagar una suma global a las mujeres polacas a través de la Cruz Roja. Para los franceses, la ADIR negoció directamente con el Quai d'Orsay la creación de un fondo de 7 millones de francos de los 400 millones pagados por Alemania en concepto de reparaciones en el marco del acuerdo bilateral de 1960. Sin embargo, las víctimas francesas no recibieron nada hasta 1963. Nina Iwańska, después de recibir una única ayuda, seguía dependiendo de la ayuda de ADIR para vivir en Francia.

### Comisión de Compensación
En Francia, en 1964 se creó, bajo los auspicios del Ministro de Asuntos de los Veteranos, una Comisión para indemnizar a las deportadas víctimas de experimentos pseudomédicos, en la que participó ADIR. Esta comisión estuvo activa entre 1964 y 1965, y las listas de víctimas indemnizadas y las actas de esta comisión se encuentran en los archivos del ADIR en La Contemporaine (BDIC).

### Lista de víctima

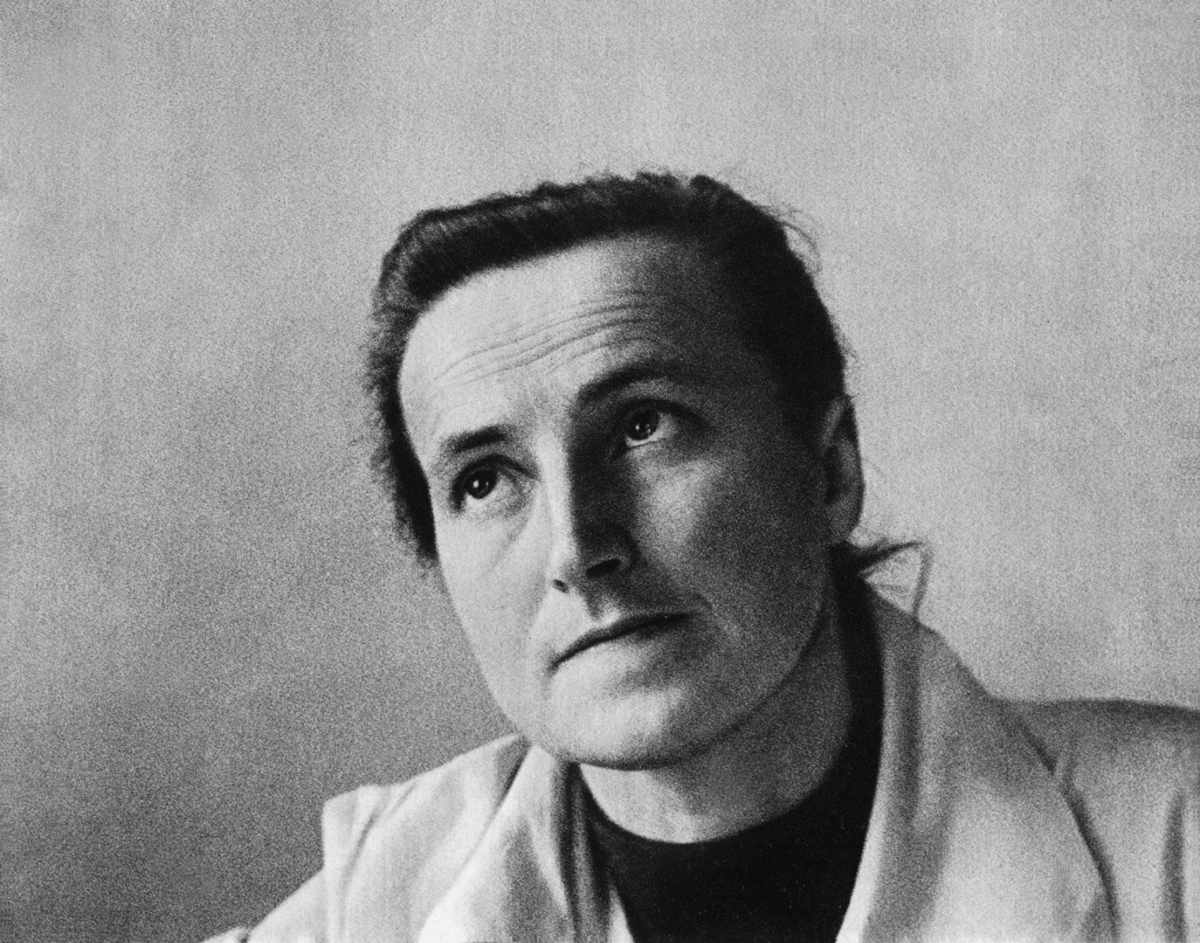
Wanda Półtawska, psiquiatra polaca, una de las víctimas.

1. Wacława Andrzejak-Gnatowska.[43][44][45]
2. Irena Backiel.[45]
3. Zofia Baj.[45]
4. Jadwiga Bielska.[45]
5. Maria Janna Broel-Plater, testigo en el juicio a los doctores en Nuremberg.[9][45]
6. Wojciecha Buraczyńska.[45]
7. Maria Cabaj.[45]
8. Aka Chojnacka (L.A. Kalifornia)
9. Krystyna Czyż.[45]
10. Stanisława Czajkowska-Bafia.[43][45]
11. Krystyna Dąbska.[45]
12. Krystyna Do-Wilgat, géografa.[46]
13. Jadwiga Dzido, ou J. Brize o Jadwiga Dzido-Hassa, superviviente, testigo, que mostró sus lesiones en Nuremberg,[47] tratada por el Dr Howard Rusk del Hospital de Mount Sinai.[43][46] Fue testigo en el juicio a los doctores.[9][45]
14. Marysia Gnas, matrícula 7883, operada el 1 de agosto de 1942 para probar la eficacia de las sulfonamidas, ejecutada en enero de 1943.[48][49]
15. Jadwiga Gisges.[43][45]
16. Maria Grabowska.[45]
17. Rozalia Gutek, fusilada el 28 de septiembre de 1943 tras su operación el 1 de agosto de 1943 a la edad de 18 años, según el testimonio de  Zofia Maczka del 16 de abril de 1946.[18][50]
18. Helena Hegier-Rafalska.[43][45][51][52]
19. Zofia Hoszowska.[45]
20. Władysława Karolewska-Łapińska: hermana Helena Piasecka en Cleveland.[43][53]Cirugía reconstructiva en una pierna y en la vesícula biliar, escribió sus memorias, que no se han publicado. Actuó como testigo en el juicio a los doctores.[9][45]
21. Maria Hretschana, operada el 20 de noviembre de 1942 y única superviviente de un grupo de 5 mujeres operadas.
22. Nina Iwańska.[45][48]
23. Stanisława Jabłońska.[45]
24. Bogumila Jasuik, operada dos veces en noviembre y diciembre de 1942.[25][45]
25. Alicja Jurkowska.[45]
26. Maria Karczmarz Łysakowska.[43][22]
27. Jadwiga Kaminska.[45]
28. Władysława Karolewska-Łapińska: hermana Helena Piasecka en Cleveland.[43][16]
29. Zofia Ka(o)rmanska.[45]
30. Urszula Karwacka.[45]
31. Zofia Kawinska.[45]
32. Zofia Kiecol, matrícula 7866, operada el 7 de octubre de 1942, muerta tras la operación sin haber recuperado la consciencia, por una gangrena causada por una infección de Clostridium.[45]
33. Genowefa Kluczek-Kacka.[43][45]
34. Czesława Kostecka.[43][45]
35. Weronika Kraska, matrícula 7672, operada el 30 de septiembre de 1942 para comprobar la eficacia de las sulfanamidas, y muerta con síntomas de tétanos.[18]
36. Wanda Kulczyk,[45][48]Wanda Kulczyk-Rosiewicz.[43]
37. Jadwiga Kukiela.[43]
38. Kazimiera Kurowska, matrícula 7670 operada el 7 de octubre de 1942 para comprobar la eficacia de las sulfanamidas, infectada por clostridium sufrirá durante varios días de gangrena en su pierna derecha antes de que Gerda Quernheim le practique la eutanasia con una inyección de morfina o evipán.[18]
39. Maria Kuśmierczuk, radiologista en Gdansk, cuya prótesis fue tratada por Howard Rusk en el Mount Sinai hospital.[43] Fue una de las mujeres que fotografió sus heridas de forma clandestina.[26] Actuó como testigo en el juicio de los doctores.[9][45]
40. Leokadia Kwiecińska.[45]
41. Irena Krawczyk.[45]
42. Aniela Lefanowicz, matrícula 7719, operada el 7 de octubre de 1942 para comprobar la eficacia de las sulfanamidas, que murió por hemorragia como resultado de la operación.[18]
43. Stefania Łotocka, que estuvo tres semanas en Detroit. El 20 de marzo de 1959 publicó un artículo en el que describía su estancia I regained my faith in people en el periódico para expatriados Polish Daily.[43][45]
44. Pelagia Maćkowska.[43][45]
45. Janina Marciniak.[45]
46. Władysława Marczewska.[43][45]
47. Janina Marczewska.[43][45]
48. Stanislawa Michalik.[45]
49. Eugenia Mikulskar salvó la vida de Jadwiga Dzigo al impedir que Oberhäuser le practicara la eutanasia.[19]
50. Janina Mitura.[45]
51. Stanisława Młodkowska-Bielawska.[43][45][54]
52. Zofia Modrowska.[45]
53. Aniela Okoniewska.[45]
54. Maria Pajączkowska, operada el 30 de septiembre de 1942 para comprobar la eficacia de las sulfanamidas, ejecutada en enero de 1943.[18]
55. Helena Piasecka,[45][48] hermandad de Władysława Karolewska-Łapińska .
56. Barbara Pietrzy.[45]
57. Maria Pietrzak-Skibińska,[43] Maria Pietzyk.[45]
58. Halina Piotrovska, operada el 15 de enero de 1943, participó en la revuelta de las Conejas.[45][55]
59. Wanda Półtawska.[5][56]
60. Alfreda Prus, matrícula 7687, operada el 30 de septiembre de 1942 para probar la eficacia de las sulfonamidas, muerta por gangrena ósea a resultas de la operación el 13 de octubre de 1942.[45]
61. Apolonia Rakowska, matrícula 7728, operada para probar la eficacia de las sulfonamidas, ejecutada el 28 de septiembre de 1943.[18]
62. Izabela Rek.[45]
63. Stefania Sieklucka.[43]
64. Stanisława Sieklucka.[45]
65. Anna Sienkiewicz.[45]
66. Stanisława Śledziejowska.[45]
67. Aniela Sobolewska,[45] matrícula 7678, operada el 28 de agosto de 1942 para experimentar sobre la regeneración de los huesos, ejecutada el 23 de septiembre de 1943.[18]
68. Zofia Sokulska.[45]
69. Sterkowicz.[43]
70. Janina Sufa.[43]
71. Zofia Stefaniak.[45]
72. Weronika Szuksztul.[45]
73. Joanna Szydłowska.[43][45]
74. Wanda Wojtasik.[48][45]
75. Maria Zielonkowa,[48] matrícula 7771, operada el 1 de agosto de 1942 para comprobar la eficacia de las sulfonamidas, ejecutada el 23 de septiembre de 1943.[18]

## Juicio de los Doctores de Núremberg

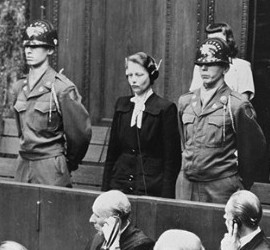
Herta Oberheuser escuchando la sentencia pronunciada contra ella en 1947 en el Proceso de los Médicos.

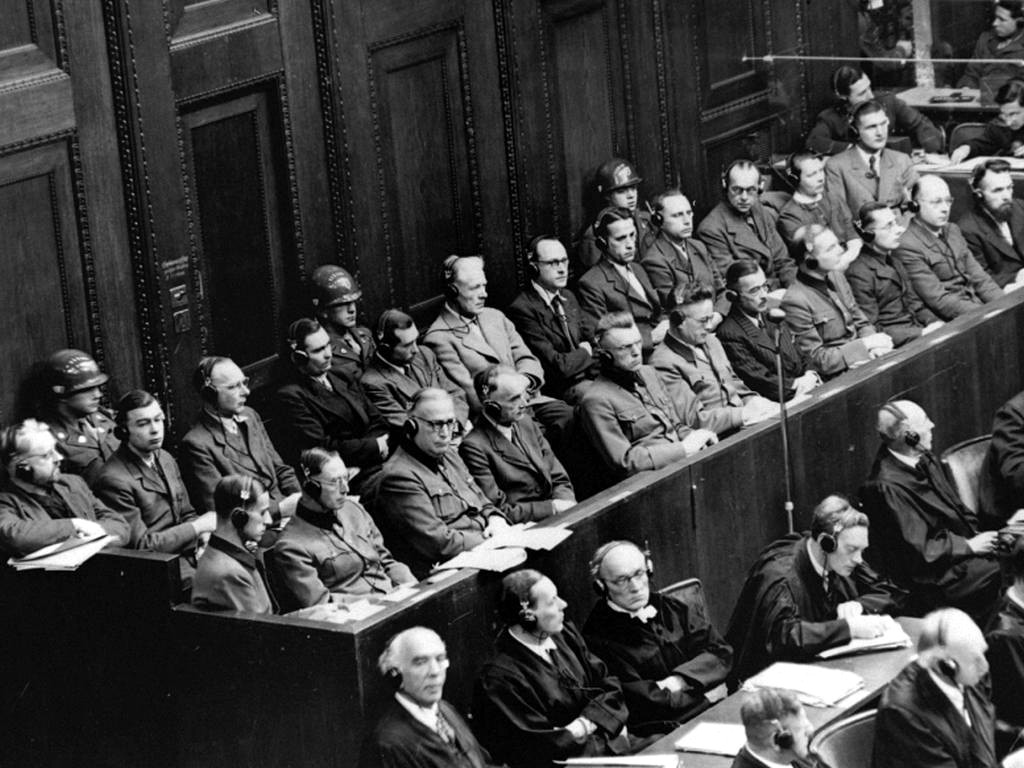
Las 23 personnes acusadas en el Juicio a los Médicos de Núremberg, 1946-1947

Entre 1946 y 1947 tuvo lugar el Juicio de los Doctores de Núremberg, el segundo gran proceso de Núremberg.

### Testimonios de sobrevivientes
Germaine Tillion asiste al juicio.
Hélène Piasecka testificó brevemente en el juicio y mostró las cicatrices resultantes de las heridas sufridas en su pierna.
ZofiaMaczka-Patkaniowska, testifícó en el proceso el 16 de abril del 1946, contando que Maria Hretschana fue operada el 20 de noviembre de 1942 y que tan solo 5 de las mujeres operadas lograron sobrevivir.

### Altos funcionarios nazis
Ernst Robert Grawitz, médico jefe de las SS, era responsable de los experimentos médicos nazis y recibía todas las solicitudes de autorización. Después de obtener dos opiniones adicionales, generalmente las de Karl Gebhardt, médico personal de Himmler, y las de Richard Glücks y Arthur Nebe, redactaba un informe para Himmler. Heinrich Himmler participó personalmente en los experimentos con las conejas de Ravensbrück. Karl Gerbhardt había sido cuestionado tras la muerte de Reinhard Heydrich por gangrena ósea, siendo criticado por no utilizar tratamiento con sulfonamidas y por favorecer el enfoque quirúrgico tradicional. Himmler le ordenó entonces que realizara experimentos con mujeres en el campo de Ravensbrück, situado no lejos de Holynchen, donde trabajaba Gerhardt. Gerhardt, por supuesto, no tenía ningún interés en demostrar la eficacia de las sulfonamidas.

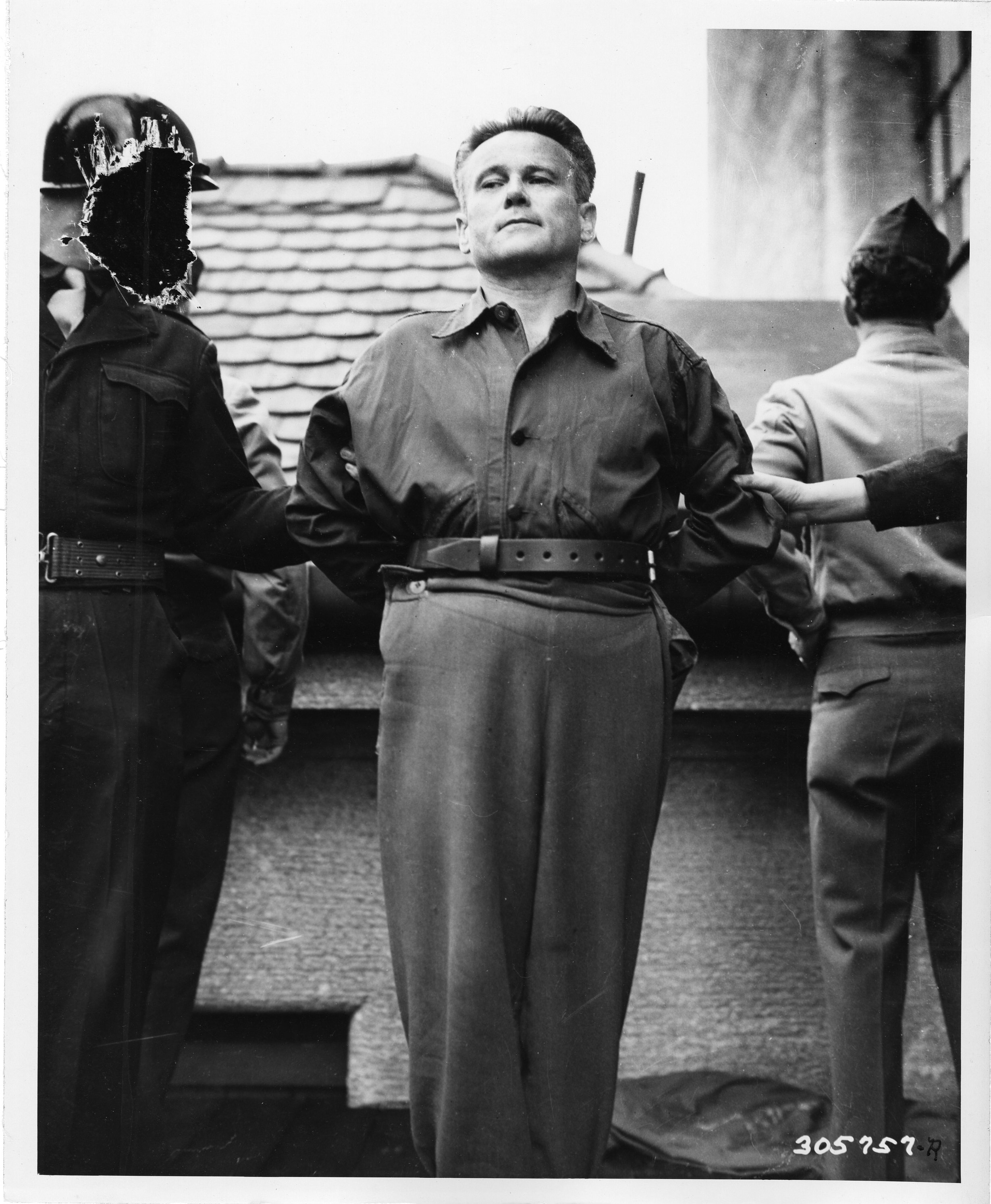
Ejecución de Karl Gebhardt.

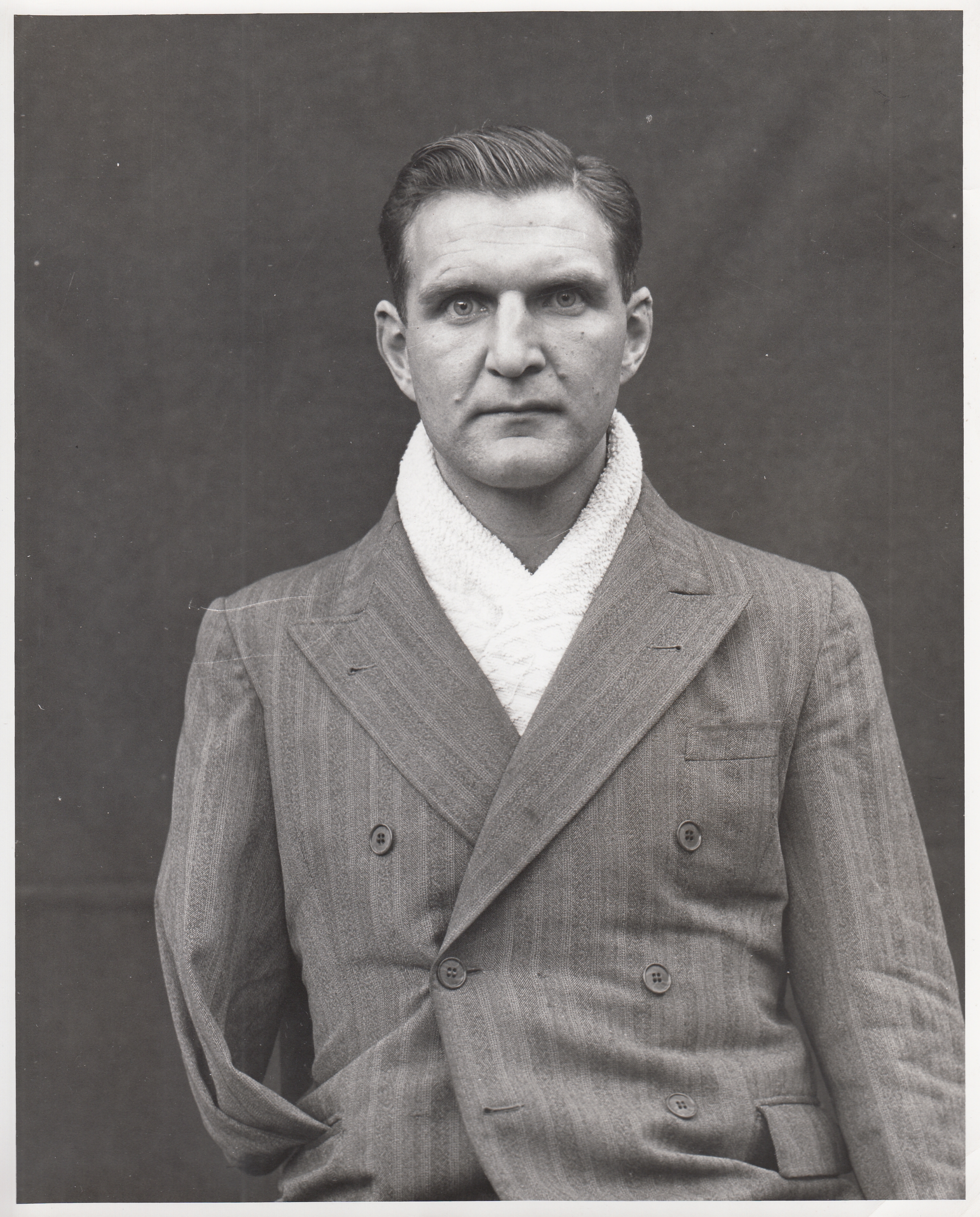
Fritz Fischer, en el momento de los juicios de Núremberg en 1947

#### Médicos involucrados
Karl Gebhardt fue el médico personal de Heinrich Himmler desde 1938 y uno de los principales coordinadores y autores de los experimentos médicos en los campos de concentración de Ravensbrück y Auschwitz, siendo asimismo presidente de la Cruz Roja Alemana. Fue director médico de los Juegos Olímpicos. Dirigió en particular las pruebas de sulfonamidas. Durante el juicio de los doctores, culpó a Himmler y a Ernst-Robert Grawitz.
Sus ayudantes fueron Ludwig Stumpfegger, Fritz Fischer y Herta Oberheuser. Sus juicios tuvieron lugar el 22 de diciembre de 1946. Fritz Fischer fue condenado a cadena perpetua el 20 de enero de 1947. Ludwig Stumpfegger murió el 2 de mayo de 1945, probablemente suicidándose con cianuro.
Karl Gebhardt fue declarado culpable de crímenes de guerra y crímenes contra la humanidad y condenado a muerte el 21 de agosto de 1947. Fue ahorcado en la prisión de Landsberg, en su Baviera natal, el 2 de junio de 1948. Herta Oberhauser era la única mujer en el banquillo de los acusados en el juicio de los doctores de Núremberg. Fue condenada a veinte años de prisión y liberada por buena conducta en 1952.

## Historiografía
La historiadora Wanda Kiedrzynska ha trabajado sobre el tema de las conejas de Ravenbrück.
Los registros de los llamados experimentos médicos fueron destruidos deliberadamente por los nazis, por lo que la investigación se basa exclusivamente en documentos relativos a estos experimentos que no fueron destruidos, los testimonios de las víctimas sobrevivientes y de los responsables de estos experimentos, y las notas de los juicios de la posguerra.
Después de la guerra, en 1948, Germaine Tillion ayudó a Nina Iwańska a releer el manuscrito de su historia de cautiverio.

### Obras
- Silke Schäfer (6 février 2002). Zum Selbstverständnis von Frauen im Konzentrationslager. Das Lager Ravensbrück. (en alemán). Berlin: TU Berlin. p. 266. Consultado el 29 octobre 2022.
- Jarosław Gajewski. «Regained Faith» (pdf). individual.utoronto.ca (en inglés).
- Klier, Freya (1994). Die Kaninchen von Ravensbrück : medizinische Versuche an Frauen in der NS-Zeit (en alemán). Knaur. ISBN 3-426-77162-4. OCLC 32773229. Consultado el 29 de octubre de 2022.
- Mitscherlich, Alexander; Mielke, Fred (1978). Medizin ohne Menschlichkeit : Dokumente des Nürnberger Aerzteprozesses (en alemán). Fischer Taschenbuch Verlag. ISBN 978-3-596-22003-8. OCLC 6485239. Consultado el 29 de octubre de 2022.
- Scholz-Lübbering, Hannelore (18 de septiembre de 2012). Die Kaninchen von Ravensbrück – Erlebnisberichte von Polinnen aus dem Frauenkonzentrationslager Ravensbrück1 (en inglés). Akademie Verlag. ISBN 978-3-05-005957-0. doi:10.1524/9783050059570.275. Consultado el 29 de octubre de 2022.
- Wanda Poltawska, Wanda (2019). Und ich fürchte meine Träume (en alemán). ISBN 978-3-86357-224-2. OCLC 1112903596.
- Moorehead,, Caroline (DL 2016). Un train en hiver (en francés). Paris: Pocket. p. 541. ISBN 978-2-266-25872-2. OCLC 956704490.
- Aziz, Philippe (1979). Les Médecins de la mort. Presses pocket. ISBN 2-266-00688-6. OCLC 586628466.

- Tillion, Germaine (2015). Ravensbrück (en francés). ISBN 978-2-7578-5304-7. OCLC 910106527.
- Helm, Sarah (2016). «Lapins». Si c'est une femme (Aude de Saint-Loup et Dauzat, trad.) (en francés). Calmann Levy. ISBN 978-2-7021-5826-5..
- Le Foulon, Marie-Laure (2016). Le procès de Ravensbrück : Germaine Tillion : de la vérité à la justice. ISBN 978-2-7491-5091-8. OCLC 1033474948. Consultado el 30 de octubre de 2022.
- Joly, Anne; Joannic-Seta, Frédérique; Bibliothèque de documentation internationale contemporaine (2019). Femmes en déportation : les déportées de répression dans les camps nazis, 1940-1945 : [actes du colloque "Femmes en déportation" tenu les 9 et 10 décembre 2015, à l'occasion du 70e anniversaire de l'Association nationale des anciennes Déportées et Internées de la Résistance (ADIR)]. ISBN 978-2-84016-300-8. OCLC 1090549763. Consultado el 6 de noviembre de 2022.
- Spitz, Vvien (2005). Doctors from hell : the horrific account of Nazi experiments on humans (en inglés). Sentient Publications. ISBN 978-1-59181-032-2. OCLC 57484876. Consultado el 7 de noviembre de 2022.

### Novelas
- Martha Hall Kelly (DL 2019). Le lilas ne refleurit qu'après un hiver rigoureux (en francés). Pocket. ISBN 978-2-266-28987-0. OCLC 1100355912.
- Hall Kelly, Martha (2022). Lilac girls : a novel (en inglés). ISBN 978-0-593-49945-0. OCLC 1291876358. Consultado el 29 de octubre de 2022.

### Artículos académicos
Weindling, Paul (1 de enero de 2016). Nazi Human Experiments: The Victims’ Perspective and the Post-Second World War Discourse (en inglés). Brill. ISBN 978-90-04-28671-9. doi:10.1163/9789004286719_011. Consultado el 30 de octubre de 2022.